# Kim Ji-hyon
Kim Ji-hyon (11 gennaio 1995) è uno sciatore freestyle sudcoreano, specialista nelle gobbe.

## Biografia
In Coppa del Mondo ha esordito il 12 febbraio 2012 a Beida Lake (33ª).
Nel 2018 ha preso parte ai XXIII Giochi olimpici invernali a Pyeongchang venendo eliminato nelle qualificazioni e concludendo in ventisettesima posizione nella gara di gobbe.

## Palmarès

### Coppa del Mondo
- Miglior piazzamento in classifica generale: 32ª nel 2016.